# Pterodactyliformes
Pterodactyliformes es un grupo de pterosaurios que pertenece al clado Monofenestrata. En 2014, Brian Andrés tuvo claro que debía haber un grupo hermano de Darwinoptera dentro del clado Monofenestrata. Los terodactiloformes vivieron probablemente desde el Jurásico Inferior hasta el Cretácico Superior. Los pterodactiloformes contiene los géneros Pterodactylus, Anurognathus, Changchengopterus y todos sus descendientes.
Los terodactiloformes están divididos en Changchengopterus y Caelidracones.

## Taxonomía
- Changchengopterus
- Caelidracones